# پادشاه پینگ ژو
پادشاه پینگ از ژو (به چینی: 周平王) با نام شخصی جی ییجیو (به چینی: 宜臼)؛ سیزدهمین پادشاه دودمان ژو و نخستین پادشاه ژو خاوری بود.

## زندگی
او پسر پادشاه یو ژو و ملکه شن (申后) بود.
پادشاه یو، ملکه شن و جی ییجیو را پس از اینکه شیفته صیغه خود بائو سی شد و او را ملکه و پسرش بوفو را وارث خود کرد، تبعید کرد. در نتیجه، پدر ملکه شن، مرزبان شن، با عشایر چوانرونگ و ایالت‌های محلی همدست شد تا پادشاه یو را سرنگون کنند. در نبرد کوه لی، پادشاه یو و بوفو کشته شدند و بائو سی اسیر شد. لی ییجیو بر تخت سلطنت نشست. تقریباً در همان زمان، جی هان (姬翰)، حاکم گوئو (虢公)، جی یوچن (姬余臣) را به عنوان پادشاه شیه ژو (周携王) به سلطنت رساندند، و دودمان ژو دو پادشاه هم‌دوره را دید. این وضعیت تا زمان کشته شدن پادشاه شیه توسط مرزبان ون جین (晋文侯) در سال ۷۵۰ پ. م ادامه داشت.
پادشاه پینگ پایتخت دودمان ژو باختری را از هائوجینگ به لوئویانگ در شرق منتقل کرد، بنابراین به ژو باختری پایان داد و دودمان ژو خاوری و دوره بهار و پاییز را آغاز کرد. او اولین پادشاه ژو است که در گزارش گاهشماری ژو ژوآن از او نام برده شده است.
بیش از ۱۴ قرن پس از مرگ پادشاه پینگ، وو زتیان، ملکه سلطنتی دودمان تانگ، مدعی نسب خود به پسر پادشاه پینگ، شاهزاده وو شد و نام دودمان را به ژو تغییر داد، که پس از مرگ او دوباره به تانگ بازگشت.

## خانواده
پسران
- ولیعهد شیه‌فو (太子洩父)؛ پدر پادشاه هوآن ژو
- شاهزاده هو (王子狐)؛ به عنوان گروگان حاکم ژوآنگ ژنگ انجام وظیفه کرد.
- شاهزاده وو (王子武)